# ゴッド・ブレス・アメリカ
「ゴッド・ブレス・アメリカ」（英語：God Bless America）は、アメリカ合衆国の作詞・作曲家アーヴィング・バーリンが1918年に作詞・作曲した楽曲。

## 概要
第二次世界大戦直前の1938年に、ケイト・スミスが唄ったラジオ放送を中心に人気になり、第二次世界大戦中にアメリカ中に広まることとなった。「神はアメリカを守る」という愛国的な歌詞ということもあり、「アメリカ合衆国第2の国歌」などともいわれるが、アメリカ合衆国連邦政府が認定したわけではない。しかし学校やアメリカ軍、アメリカ合衆国大統領就任式のみならず、ボーイスカウトから大リーグワールドシリーズでも唄われる。
2001年9月11日のアメリカ同時多発テロ事件から復旧したニューヨーク証券取引所でも流れた。ニューヨーク証券取引所以外でも、テロ事件以降アメリカ国民は様々な場所で「ゴッド・ブレス・アメリカ」がラジオやテレビで流され、頻繁に唄われた。